# Bad Boy (альбом Ринго Старра)
Bad Boy (с англ. — «Плохой парень») — седьмой студийный альбом Ринго Старра, выпущенный в 1978 году, в период, когда его музыкальная карьера понемногу скользила вниз после нескольких лет успеха. И хотя выпуск альбома Bad Boy задумывался, чтобы обратить вспять эту тенденцию, намеченное не удалось.
После провала у критиков и в продаже альбома 1977 года Ringo the 4th, Старр и его музыкальный партнёр Вини Понциа (Понсия) решили создать менее «манерный» (англ. less campy) альбом и сделать звук хотя и без качества стиля «диско», но зато избежать неприятных моментов, которые ухудшили предыдущую запись. Понциа взял в свои руки продюсирование альбома, а Старр сделал упор на песни авторства других людей и решил не приглашать на запись кого-либо из знаменитых знакомых. Альбом был записан (по налоговым соображениям) в Ванкувере, Торонто и на Багамах. Запись была завершена за 10 дней работы в ноябре 1977 года; дополнительно, 8 марта 1978 были записаны наложения оркестра под управлением Джеймса Ньютона Ховарда.
Довольно нахально была сделана для альбома песня «A Man Like Me»: была просто взята песня «A Mouse Like Me» из детского альбома 1977 года Scouse the Mouse, где Старр спел несколько песен, и везде слово «Mouse» было заменено на «Man».

## Выпуск альбома
Bad Boy был выпущен в Великобритании 21 апреля 1978 лейблом Polydor, в США 16 июня 1978 лейблом Portrait (дочерним лейблом Sony Music), с которым Старр начал сотрудничать после того как Atlantic Records прекратили контракт с ним из-за коммерческих неудач в США его предыдущих альбомов.
В США были выпущены два сингла с альбома — «Lipstick Traces (On a Cigarette)» и «Heart on My Sleeve»; ни один из них не попал в американский чарт синглов. В Великобритании был выпущен один сингл («Tonight» / «Heart on My Sleeve»), тоже не попавший в чарт синглов, на сей раз британский. Эти синглы являются интересными для коллекционеров.
Bad Boy добрался в чарте альбомов США только до 129-го места, несмотря на то, что по телевидению в прайм-тайм показывался в рекламных целях телефильм под названием Ringo: With a Little Help from His Friends (с англ. — «Ринго: С небольшой помощью его друзей»).
После трёх подряд непопаданий альбомов Старра в британские чарты лейбл Polydor Records прервал сотрудничество со Старром. Американский лейбл Portrait Records тоже в конечном итоге в 1981 году отменил контракт о сотрудничестве с Ринго, в то время, когда он работал над следующим альбомом (Stop and Smell the Roses).
Альбом Bad Boy был переиздан на CD-диске в США лейблом Epic Records в 1991.

## Список композиций
| №  | Название                           | Автор(ы)                                    | Длительность |
| -- | ---------------------------------- | ------------------------------------------- | ------------ |
| 1. | «Who Needs a Heart»                | Richard Starkey, Vini Poncia                | 3:48         |
| 2. | «Bad Boy»                          | Lil Armstrong, Avon Long                    | 3:14         |
| 3. | «Lipstick Traces (On a Cigarette)» | Naomi Neville                               | 3:01         |
| 4. | «Heart on My Sleeve»               | Gallagher and Lyle                          | 3:20         |
| 5. | «Where Did Our Love Go»            | Eddie Holland, Lamont Dozier, Brian Holland | 3:15         |

| №   | Название                 | Автор(ы)                     | Длительность |
| --- | ------------------------ | ---------------------------- | ------------ |
| 6.  | «Hard Times»             | Peter Skellern               | 3:31         |
| 7.  | «Tonight»                | Ian McLagan, John Pidgeon    | 2:56         |
| 8.  | «Monkey See — Monkey Do» | Michael Franks               | 3:36         |
| 9.  | «Old Time Relovin'»      | Vini Poncia, Richard Starkey | 4:16         |
| 10. | «A Man Like Me»          | Ruan O’Lochlainn             | 3:08         |

## Участники записи
- Ринго Старр — ведущий вокал, барабаны
- Lon «Push-A-Tone» Van Eaton — гитара
- Git-tar — ритм-гитара
- Diesel — бас-гитара
- Hamish Bissonnette — синтезатор